# 결성초등학교
결성초등학교는 대한민국 충청남도 홍성군 결성면 읍내리에 있는 공립 초등학교이다.

## 학교 연혁
| 1911년 | 9월 1일   | 사립보광학교 개교                             |
| 1912년 | 12월 27일 | 결성공립보통학교로 개칭(4년제)                |
| 1938년 | 4월 1일   | 결성공립심상소학교로 개칭                     |
| 1941년 | 4월 1일   | 결성공립국민학교로 개칭                       |
| 1947년 | 4월 1일   | 결성국민학교로 개칭                           |
| 1981년 | 3월 1일   | 병설유치원 개원(1학급)                        |
| 1996년 | 3월 1일   | 결성초등학교로 교명 변경                      |
| 2006년 | 2월 15일  | 제92회 졸업(총 6,831명)                       |
| 2006년 | 3월 1일   | 7학급 편성(특수학급 1), 병설유치원 1학급 편성 |
| 2008년 | 2월 15일  | 제94회 졸업(총 6,855명)                       |
| 2009년 | 2월 10일  | 제95회 졸업(총 6,867명)                       |
| 2016년 | 2월 5일   | 제102회 졸업(총 6,910명)                      |
| 2017년 | 2월 10일  | 제103회 졸업(총 6,912명)                      |

## 참고 자료
- 결성초등학교 - 한국교육학술정보원 학교알리미